# Село Динмухамеда Кунаева
Динмухамеда Кунаева (каз. Дінмұхамед Қонаев, до 2018 г. — Юбилейное) — село в Рыскуловском районе Жамбылской области Казахстана. Административный центр Новосельского сельского округа. Код КАТО — 315045100.

## Население
В 1999 году население села составляло 1363 человека (663 мужчины и 700 женщин). По данным переписи 2009 года, в селе проживало 813 человек (409 мужчин и 404 женщины).